# Фолко I д’Есте
Фолко I д’Есте (на италиански: Folco I d’Este; † 15 декември 1128) е основател на италианския род Есте и маркиз на Есте, маркиз на Милано, граф на Луни, Генуа и Тортона.

## Произход
Той е третото дете на Алберто Ацо II д’Есте (* 996, † 1097), първи маркиз на Есте, маркграф на Източна Лигурия (Отбертинова марка), граф на Луни и чрез брак граф на Мен, и на втората му съпруга Гарсенда от Мен (* ок. 1030, † сл. 1071), наследница на Графство Мен.  Негови дядо и баба по бащина линия са Алберто Ацо I д'Есте и Аделхайд Салическа, а по майчина – граф Херберт I и неизвестна жена. Има един брат:
- Хуго V († 1131), граф на Мен, съпруг на Ерия Отвилска, дъщеря на Робер Гискар

Има и един полубрат от първия брак на баща си – Велф IV, херцог на Бавария, съпруг на Етелинда Нортхаймска и на Юдит (Фауста) Фландърска, и една полусестра от извънбрачна негова връзка.

## Биография
След смъртта на баща си през 1097 г. Фолко наследява италианските владения на семейството, които се намират във Венето, около Мантуа, Падуа, Тревизо и Верона, докато неговият полубрат Велф наследява земите на север от Алпите в Бавария. Последният обаче не приема мирно решението на баща си и се опитва неуспешно да завладее земите, дадени на Фолко, подкрепян от могъщата баварска линия на семейството – Велфите. През 1070 г. братът на Фолко Хуго става граф на Мен, наследява земите на техния дядо по майчина линия и се премества във Франция.
Докато братята насочват интересите си към германските и френските земи, Фолко, който има пет деца (може би шест), основава италианския клон на семейството. Имената на семейство Есте, свързани с титлата „маркиз (маркграф)“, се появяват за първи път в документ през 1171 г., следователно дълго след смъртта на Фолко I, който винаги остава свързан с град Есте. След това само неговият син и наследник Обицо се премества във Ферара (въпреки че той редува дома си между Есте и Ферара), като по този начин свързва съдбата на града и семейството заедно през следващите векове.

## Брак и потомство
∞ 1109 за неизвестна жена, от която има пет сина и вероятно една дъщеря:
- Ацо IV д’Есте († пр. 1145)
- Бонифацио I д’Есте († 1163), ∞ за неизвестна жена, от която има 2 дъщери;
- Фолко II д’Есте († пр. 1172), ∞ за неизвестна жена, от която има 1 син;
- Алберто д’Есте (сл. 10 април 1184), маркиз на Есте, ∞ за Матилда († сл. 15 юли 1193), от която има 2 дъщери;
- Обицо I д’Есте (* ок. 1110, Есте; † ок. 25 декември 1193, Ферара), маркиз на Есте (1137 – 1193), от 1182 г. подест на Падуа, от 1184 г. маркиз на Милано и на Генуа и от 1187 г. господар на Ферара; първият, който носи титлата „маркиз на Есте“; ∞ 1. 1124 за неизвестна жена, от която има един син 2. за София да Лендинара († сл. 1236), от която има един син и четири дъщери;
- Беатриче д’Есте, верятна